# Веслі Рібейру Сілва
Веслі Рібейру Сілва (порт. Wesley Ribeiro Silva); нар. 30 березня 1999, Салвадор) — бразильський футболіст, вінгер клубу «Палмейрас».

## Клубна кар'єра
Веслі — вихованець клубу «Палмейрас». У 2019 році для отримання ігрової практики Рібейру на правах оренди перейшов до салвадорської «Віторії». 9 червня в матчі проти «Спорт Ресіфі» він дебютував у бразильській Серії B. 11 серпня в поєдинку проти «Парани» Рібейру забив свій перший гол за «Віторію» .
Після закінчення оренди Веслі повернувся до «Палмейраса». 29 січня 2020 року в поєдинку Ліги Пауліста проти «Оесте» Рібейру дебютував за основний склад рідної команди. 16 серпня в матчі проти «Гояса» він дебютував у бразильській Серії A. 1 жовтня в поєдинку Кубка Лібертдорес проти болівійського «Болівара» Рібейру забив свій перший гол за «Палмейрас». У тому ж році він допоміг клубу здобути Кубок Лібертадорес і виграти Кубок Бразилії.
У 2021 році Веслі вдруге поспіль став володарем Кубка Лібертадорес, зігравши на турнірі у 12 іграх, у тому числі у переможному фіналі проти «Фламенго». Цей результат дозволив команді поїхати на клубний чемпіонат світу 2021 року в ОАЕ, де бразильці стали фіналістами турніру, а Веслі зіграв у обох іграх.

## Досягнення
- Володар Кубка Бразилії (1): 2020
- Володар Кубка Лібертадорес (2): 2020, 2021
- Володар Рекопи Південної Америки (1): 2022
- Чемпіон штату Сан-Паулу (2): 2020, 2022